# 大布镇
大布镇，是中华人民共和国广东省韶关市乳源瑶族自治县下辖的一个乡镇级行政单位。

## 行政区划
大布镇下辖以下地区：
大布社区、夹水村、英明村、埕头村、白坑村、钨连村、钨英村和坪山村。